# Чапле-Вольне
Чапле-Вольне (пол. Czaple Wolne) — село в Польщі, у гміні Ключборк Ключборського повіту Опольського воєводства.
У 1975-1998 роках село належало до Опольського воєводства.